# Dictionnaire universel
Der Dictionnaire universel (erweiterter Titel: Dictionnaire universel, contenant généralement tous les mots français tant vieux que modernes et les termes de toutes les sciences et des arts) ist ein Wörterbuch der französischen Sprache, das von Antoine Furetière erstellt wurde und 1690 in drei Bänden erschien. Es enthält 40 000 Wörter (einschließlich Fachwortschatz und Sachinformation), jedoch keine Eigennamen. Es stand in Konkurrenz zum Wörterbuch von Pierre Richelet (1680) und zu dem der Académie française (1694).

## Entstehung
Als Antoine Furetière 1662 in die Académie française gewählt wurde und erlebte, wie schleppend die Arbeit am Dictionnaire de l’Académie française vorankam, machte er sich selbst an die Erstellung eines Wörterbuchs, das im Unterschied zu dem der Akademie nicht nur den zentralen, sondern auch den peripheren Wortschatz aufnahm und das alle Einträge striktalphabetisch ordnete. Man nimmt an, dass das Manuskript im Wesentlichen zwischen 1672 und 1684 erstellt wurde. Trotz des der Akademie 1674 zugesprochenen Wörterbuchmonopols, demzufolge im Königreich bis 20 Jahre nach Erscheinen des Akademiewörterbuchs kein anderes allgemeines Sprachwörterbuch verlegt werden durfte, erreichte Furetière für seinen Text ein Druckprivileg, möglicherweise durch die Versicherung, in seinem Buch würde der zentrale Wortschatz nicht behandelt.
1684 erschien als Vorauspublikation ein Teildruck unter dem Titel Essais d’un Dictionnaire universel, aus dem hervorging, dass unter Benutzung von Materialien der Akademie auch der zentrale Wortschatz behandelt war. Daraufhin wurde Furetière am 29. Januar 1685 aus der Akademie ausgeschlossen und am 9. März 1685 sein Druckprivileg aufgehoben. In dieser Situation nahm er ein Angebot des Rotterdamer Verlegers Reinier Leers (1654–1714) an, das Manuskript im Ausland zu drucken. Er selbst, geschwächt durch den auf beiden Seiten hartnäckig geführten Kampf mit der Akademie, starb im Mai 1688.
Das Wörterbuch erschien 1690 mit einem (unsignierten) Vorwort von Pierre Bayle. Darin nimmt Bayle Furetière gegen die Akademie insoweit in Schutz, als er erklärt, der Dictionnaire universel sei in erster Linie das Wörterbuch des Fachwortschatzes und deshalb sei der auch behandelte zentrale Wortschatz nur als unumgängliches Anhängsel zu verstehen (Le langage commun n’est ici qu’en qualité d’accessoire). Schließlich habe ja der Auftrag an die Akademie einst auch gelautet, die französische Sprache zu befähigen, alle „arts“ (Techniken, Handwerke) und „sciences“ (Wissenschaften) zu behandeln. Die Akademie nahm dieses Argument ernst und ließ durch Thomas Corneille den Dictionnaire des arts et des sciences erstellen.

## Calvinistische Bearbeitungen
Da Furetières Wörterbuch erfolgreich war, ließ der Verleger Leers ab 1697 durch Henri Basnage de Beauval (1656–1710), den Herausgeber der im gleichen Verlag erscheinenden Zeitschrift Histoire des ouvrages des savants, eine zweite Auflage vorbereiten, die 1701 erschien und um etwa ein Drittel erweitert war. Titel und Autor blieben unverändert. Weltanschaulich führte Basnage (unter Mitwirkung von Gédéon Huet, 1654–1729) eine moderate Calvinisierung des Wörterbuchtextes ein. Nach einem weiteren Druck von 1702 wirkte Basnage noch an den Buchstaben A–E der dritten Auflage von 1708 mit, bevor er erkrankte. 1727 kam es zu einer weiteren Bearbeitung durch Jean-Baptiste Brutel de la Rivière (1669–1742).

## Rekatholisierung in Trévoux
Ab 1701 traten die Jesuiten des Journal de Trévoux in eine Kontroverse mit Basnage ein, dem sie vorwarfen, das Wörterbuch des gut katholischen Furetière in eine calvinistische Kampfschrift verwandelt zu haben. Laut Sara Graveleau ist das in manchen Artikeln nicht zu leugnen, während andere Artikel neutral gehalten sind. Der Streit trat in eine neue Phase ein, als die Jesuiten 1704 unter dem Titel Dictionnaire universel françois et latin eine rekatholisierte Fassung des Wörterbuchs druckten, in die lateinische Äquivalente eingesetzt waren. Man hat von einem gegenreformatorischen Wörterbuch sprechen können. Schwerwiegend war, dass die Jesuiten weder Furetière noch Basnage als Autor nannten und sich deshalb den Vorwurf des Plagiats gefallen lassen mussten. Aus nicht genau geklärten Gründen schlief aber die Kontroverse ab 1706 ein. Als Basnage 1710 starb, formulierte das Journal de Trévoux ein ehrendes Andenken. Das Wörterbuch der Jesuiten gewann in der zweiten Auflage von 1721 Eigenständigkeit und wurde als Dictionnaire de Trévoux europaweit bekannt. Es erlebte bis 1771 (1778) acht Auflagen, zuletzt in 8 Bänden.

## Weitere Auflagen
- Le dictionnaire universel d’Antoine Furetière. Précédé d’une biographie de son auteur et d’une analyse de l’ouvrage par Alain Rey. Suivi d’une bibliographie, d’un index thématique, et d’un index des principaux auteurs cités. 3 Bände. Le Robert, Paris 1978.